# Alessandro Quarta
Alessandro Quarta (Roma, 17 maggio 1970) è un doppiatore, direttore del doppiaggio e attore teatrale italiano, dal 1995 è la voce italiana di Topolino.

## Biografia
Entra nel mondo dello spettacolo nel 1976, a sei anni, come attore teatrale e poco dopo come doppiatore, affermandosi nel panorama delle voci più importanti del doppiaggio italiano. Nel 1988 intraprende lo studio della musica, principalmente del canto, ma anche delle percussioni; da allora concilia le professioni di cantante, direttore di coro e compositore con quelle di attore e doppiatore.

### Carriera

#### Attore
Avvia la carriera d'attore a teatro, nel 1976, avendo come primi maestri Giusi Raspani Dandolo e Silvio Spaccesi. Interprete sia di parti brillanti che drammatiche, lavora nel corso degli anni con Luca Ronconi, Elio De Capitani, Lina Sastri, Milena Vukotic, in Italia e all'estero. Recita nel film Il carabiniere di Silvio Amadio con Enrico Maria Salerno e Massimo Ranieri, e in spot pubblicitari, per lo più in Spagna.

#### Doppiatore
Rilevante la sua attività di doppiatore nei cartoni animati: dal 1995 in poi, sostituendo Gaetano Varcasia, è divenuto il doppiatore ufficiale del personaggio Disney Topolino, personaggio per cui ha ricevuto il "Premio speciale Mickey 90 - Voce ufficiale di Topolino" dalla Walt Disney Company in occasione del 90º anniversario di Topolino, e il premio "Voce d'O" Miglior Voce Cartoon 2018. Attualmente sue sono le voci di Miss Piggy nei Muppet (in seguito alla morte di Roberto Del Giudice) e di Chris McLean (fino al 2014, per poi riprendere il ruolo nel 2022) nel franchise canadese di A tutto reality.
Al cinema ha dato voce a Ethan Hawke, Zach Braff, Jeremy Renner, Ed Helms, Peter Sarsgaard, Mark Wahlberg e Paul Rudd.
In TV è noto per il doppiaggio di Pedro Alonso in La casa di carta per cui ha vinto il premio Anello d'oro come Miglior voce maschile 2018 categoria TV al Festival del doppiaggio Voci nell'Ombra, Michael Weatherly in NCIS - Unità anticrimine e Bull, e di Zach Braff in Scrubs - Medici ai primi ferri.

#### Cantante, musicista e compositore
Specializzatosi in repertori medioevali, frequentando corsi e seminari di paleografia e filologia musicale a Cremona presso l'Università degli studi di Pavia, collabora per 15 anni con l'Ensemble Micrologus, gruppo di musica medioevale, con il quale ha svolto attività concertistica in Italia e all'estero. Collabora anche con Giovanna Marini, realizzando concerti, incisioni discografiche e spettacoli teatrali, e dirige nel corso degli anni diversi gruppi vocali, come Vox Canora, Non-netto, Musica In Canto. Nel 2006 fonda Quarta Dimensione, gruppo vocale per il quale scrive composizioni originali e rielaborazioni musicali (a cappella e strumentali) e con cui si esibisce in concerti e spettacoli teatrali, incide due dischi e l'arrangiamento del brano Brennero ‘66 nel disco Voci per Valerio dei Pooh, inserito nel cofanetto Pooh Box.

## Teatro
- Roma che non abbozza di Claudio Oldani, regia di Franco Ambroglini, Roma (1976)
- Orfeo ed Euridice (opera lirica), regia di Luciano Damiani, Teatro di documenti di Roma (1989)
- Eterno, universale e multiforme amore, regia di Raffaela Ascone, Teatro Marrucino di Chieti (1989)
- Libre Vermell de Monserrat con l'Ensemble Micrologus (1992)
- La nuit de fous con l'Ensemble Micrologus (1993)
- I Turcs tal Friul, regia di Elio De Capitani, musiche di Giovanna Marini (1995)
- C'est ici que l'on prend le bateau, Parigi (1995)
- Il canto di Orlando, regia di Massimo Somaglino, Udine (1996)
- Celebrazioni dell'osservanza, Bologna (1996)
- Inaugurazione del Teatro Pier Paolo Pasolini con Luca Ronconi, Cervignano del Friuli (1997)
- Il cerchio magico con l'Ensemble Micrologus (1998)
- Del mondo ho cercato, regia di Matteo Belli, in Italia e Argentina (1998)
- Il piccolo principe, regia di Raffaela Ascone, Teatro Civico di Sassari (1999)
- Fiore nostro fiorisci ancora di Mario Luzi con Andrea Jonasson, (1999)
- Pellegrinaggi d'amore, con Lina Sastri, Ascoli Piceno (1999)
- Dove vai Francesco?, con Milena Vukotic, Arezzo (2000)
- A flor da pèle con l'Ensemble Quarta Dimensione, Roma (2007)
- Disney all star parade - Voce di Topolino (2008)
- Volo lontano, con l'Ensemble Quarta Dimensione (2009)
- Disney on Ice: Princess Classics-  Voce di Topolino (2009)
- Disney on Ice: Mickey and Minnie Magical Journey - Voce di Topolino (2010)
- Disney Live 3 - Voce di Topolino (2010)

## Filmografia
- Il carabiniere, regia di Silvio Amadio (1981)

## Doppiaggio

### Film
- Ethan Hawke ne L'attimo fuggente, Zanna Bianca - Un piccolo grande lupo, Vediamoci stasera... porta il morto, Paradiso perduto, Training Day, L'amore giovane, Fast Food Nation, Brooklyn's Finest, La notte del giudizio, Getaway - Via di fuga, Le verità, Black Phone, The Northman, Il mondo dietro di te
- Jeremy Renner ne L'assassinio di Jesse James per mano del codardo Robert Ford, Mission: Impossible - Protocollo fantasma, The Bourne Legacy, Hansel & Gretel - Cacciatori di streghe, American Hustle - L'apparenza inganna, Mission: Impossible - Rogue Nation
- Ed Helms in Una notte da leoni, Una notte da leoni 2, Una notte da leoni 3, Stretch - Guida o muori, Come ti spaccio la famiglia, Come ti rovino le vacanze, Natale all'improvviso, 2 gran figli di..., Prendimi!, Animali da ufficio, Family Switch
- Zach Braff in La mia vita a Garden State, Natale con i Muppet, Il grande e potente Oz, Sognando Marte, Wish I Was Here, C'era una truffa a Hollywood, Il processo Percy, Un'altra scatenata dozzina, French Girl
- Stephen Graham in Pirati dei Caraibi - Oltre i confini del mare, Le paludi della morte, Pirati dei Caraibi - La vendetta di Salazar, Hellboy, Venom - La furia di Carnage, Venom: The Last Dance
- Peter Sarsgaard in Year of the Dog, Rendition - Detenzione illegale, Innocenti bugie, Lanterna Verde, Blue Jasmine, Lovelace, I magnifici 7
- Paul Rudd in 40 anni vergine, Molto incinta, Non mi scaricare, A cena con un cretino, Quell'idiota di nostro fratello, Death of a Unicorn
- Mark Wahlberg in Rock Star, I padroni della notte, Cani sciolti, Lone Survivor, Uncharted
- Casey Affleck in Will Hunting - Genio ribelle, Tower Heist - Colpo ad alto livello, Senza santi in paradiso
- Gabriel Mann in The Bourne Identity, The Life of David Gale, The Bourne Supremacy
- Martin Starr in Spider-Man: Homecoming, Spider-Man: Far from Home, Spider-Man: No Way Home
- Rainn Wilson in Shark - Il primo squalo, Jerry e Marge giocano alla lotteria, In viaggio con mio figlio
- Matthew Macfadyen in L'arma dell'inganno - Operation Mincemeat, Deadpool & Wolverine
- James Badge Dale in The Grey, World War Z
- Matthew Goode in Imagine Me & You, Una proposta per dire sì
- Rafe Spall in Anonymous, Jurassic World - Il regno distrutto
- Kevin Rankin in Hulk, Wild
- Hugh Dancy in King Arthur, Ella Enchanted - Il magico mondo di Ella
- Aidan Gillen in Doppio gioco, Maze Runner - La fuga, Maze Runner - La rivelazione
- Michael Stuhlbarg in Men in Black 3, La grande partita
- Gustaf Skarsgård in Evil - Il ribelle, Oppenheimer
- Scott Bairstow in Tuck Everlasting - Vivere per sempre
- Heath Ledger in I fratelli Grimm e l'incantevole strega
- Ken Leung in Star Wars - Il risveglio della Forza
- Jason Butler Harner in Non-Stop
- Nick Frost in Tomb Raider
- Bill Irwin in Interstellar
- Wes Bentley in American Beauty
- Ewan McGregor in Velvet Goldmine
- Michael Rosenbaum in Un ciclone in casa
- Chris Evans in The Iceman
- B. J. Novak in The Amazing Spider-Man 2 - Il potere di Electro
- Noah Taylor in Shine
- Matthew Perry in Appuntamento a tre
- Ben Falcone in Che cosa aspettarsi quando si aspetta
- Kevin Connolly in Le pagine della nostra vita
- Ryan Reynolds in Matrimonio impossibile
- Iain Robertson in Basic Instinct 2
- Abdul Salis in Giovani aquile
- Sam Rockwell in Sogno di una notte di mezza estate
- Joseph Sikora in Shutter Island
- Ben Silverstone in Vite nascoste
- Nicolás Martínez in Aftershock
- Brian Bloom in C'era una volta in America
- Michael Jibson in Les Misérables
- Guillaume de Tonquédec in Cena tra amici[6]
- S. J. Surya in Viyabari
- Paul Reubens in Pee-wee's Big Holiday
- Fred Savage in C'era una volta Deadpool
- Steve Lemme in Super Troopers 2
- Pedro Alonso in Il silenzio della palude
- Huang Xiaoming in Ip Man 2
- Voce narrante in Ip Man, Ip Man 2
- Jason Mantzoukas in John Wick 3 - Parabellum
- Anthony Hayes in Gold
- Mauricio Manfrini in Vicini per forza
- Seth Gilliam in Teen Wolf - Il film
- Will Oldham in Storia di un fantasma
- Jean-Paul Rouve in C'est la vie - Prendila come viene
- Stéphan Guérin-Tillié in Il caso Goldman
- Lars Ranthe in Maybe Baby 2
- Stephen Ashfield in Mary
- Joseph Balderrama in F1 - Il film
- Beck Bennett in Superman

### Film d'animazione
- Topolino in Fantasia 2000, Topolino e la magia del Natale, Il bianco Natale di Topolino - È festa in casa Disney, Topolino & i cattivi Disney, Topolino, Paperino, Pippo: I tre moschettieri, Topolino strepitoso Natale!
- Miss Piggy in A Muppets Christmas: Letters To Santa, I Muppet, Muppets 2 - Ricercati, Muppets Haunted Mansion - La casa stregata
- Erwin Smith ne L’Attacco dei Giganti - Il Film - Parte 1: L’arco e la freccia cremisi, L’Attacco dei Giganti - Il Film - Parte 2: le ali della libertà, L’Attacco dei Giganti - Il Film - Parte 3: L’urlo del risveglio
- Humpty Alexander Dumpty ne Il Gatto con gli Stivali, Il gatto con gli stivali 2 - L'ultimo desiderio
- Barnaby A e B Willoughby ne La famiglia Willoughby
- Tetsuo Shima in Akira
- Dean McCoppin in Il gigante di ferro
- Koalino in Il budino magico
- Kovu Adulto in Il re leone II - Il regno di Simba
- Ashitaka in Princess Mononoke (ed. 2000)
- Sierra in Alla ricerca della Valle Incantata 7 - La pietra di fuoco freddo (Ridoppiaggio)
- Smitty in Monsters & Co.
- Rizzo in Natale con i Muppet
- Midas in Barbie - La principessa e la povera
- Happy Troll in Barbie Fairytopia
- Giuseppe (parte parlata) in Giuseppe - Il re dei sogni
- Freddy in Barnyard - Il cortile
- Baby Bear in Le avventure di Elmo in Brontolandia
- Charles Darwin in Pirati! Briganti da strapazzo
- Sheen Estevez in Jimmy e Timmy: Amici - Nemici e Jimmy e Timmy: Un cattivo per gioco
- Dagda in Epic - Il mondo segreto
- Vanesio in Nut Job - Operazione noccioline
- Gary Supernova in Fuga dal pianeta Terra
- Nick Wilde in Zootropolis
- Humpty Dumpty in Alice attraverso lo specchio
- Istrice ne Il libro della giungla[7]
- Ethan Hawke in Team America: World Police
- Hickory in Trolls World Tour
- Armin Sonntag in Luis e gli alieni
- Bricklebaum ne Il Grinch
- Frank Heffley in Diario di una schiappa
- Sig. Thomas in The House
- Avocat d'Ernest in Ernest & Célestine
- Fata Madrina in C'era una volta il Principe Azzurro
- Mondo Jeko in Tartarughe Ninja - Caos mutante
- Niall in Buffalo Kids

### Cortometraggi
- Topolino e Nick Wilde in Once Upon a Studio

### Programmi televisivi
- Guardia quadrato su Squid Game: la sfida

### Serie televisive
- Paul Adelstein in Private Practice, Scandal, Chicago P.D.
- Zach Braff in Scrubs - Medici ai primi ferri, Cougar Town, Undateable
- Ethan Hawke in Alias, The Good Lord Bird - La storia di John Brown
- Dulé Hill in West Wing - Tutti gli uomini del Presidente, Psych
- Michael Weatherly in NCIS - Unità anticrimine, Bull e NCIS: Los Angeles
- Pedro Alonso in La casa di carta, Berlino
- Guardiano quadrato in Squid Game (1ª voce), Squid Game: La Sfida
- Paul Rudd in Living with Yourself, The Shrink Next Door
- Jonathan Aris in Dracula
- Glenn Quinn in Angel
- David Tennant in Jessica Jones
- Jeremy Davies in Lost
- Jason Behr in Roswell
- Jamie Bamber in Battlestar Galactica
- Christopher Egan in Dominion
- Paul Schulze in The Punisher
- Sean Kanan in Beautiful
- Eddie Steeples in My Name Is Earl
- David Anders in iZombie
- Kevin Alejandro in Golden Boy
- Zachary Knighton in Happy Endings
- Larry Gilliard Jr. in The Wire
- Frank John Hughes in Band of Brothers - Fratelli al fronte
- Chris O'Dowd in IT Crowd
- Hinnerk Schönemann in Marie Brand
- Seth Gilliam in  Teen Wolf
- Randall P. Havens in Stranger Things
- Carmine Giovinazzo in Graceland
- Craig Robinson in Brooklyn Nine-Nine
- Azhar Khan in Mr. Robot
- Brian Geraghty in Chicago P.D.
- Yannick Bisson ne I misteri di Murdoch (st. 1-2)
- Rob McElhenney in Mythic Quest
- Devin Ratray in Better Call Saul
- Jonathan Wexler in Doodlebops
- Tim Kang in The Mentalist
- John Magaro in The Agency
- Youssef Kerkour in Lockerbie - Attentato sul volo Pan Am 103

### Serie animate
- Topolino in Mickey Mouse Works, House of Mouse - Il Topoclub, La casa di Topolino, Topolino, Topolino e gli amici del rally, DuckTales (cameo), Il meraviglioso mondo di Topolino, Topolino - La casa del divertimento
- Christian "Chris" McLean in A tutto reality - L'isola, A tutto reality - Azione!, A tutto reality - Il tour, A tutto reality - La vendetta dell'isola, A tutto reality - All-Stars, A tutto reality - L'isola di Pahkitew, A tutto reality - L'isola: Il ritorno
- Erwin Smith ne L'attacco dei giganti
- Thor in Super Hero Squad Show, Avengers Assemble, Marvel Super Hero Adventures
- Bambino tifoso e Napoleon (2ª voce) in Holly e Benji - Due fuoriclasse
- Ben (ep. 24x22) e Zacary Vaughn (ep. 21x2) ne I Simpson
- Luci in Disincanto
- Piggy in Muppet Show (ridoppiaggio 2021), I Muppet, Muppet Babies e Ecco i Muppet
- Kovu in The Lion Guard
- Denzel Jackson in Brickleberry
- Pablo Barracuda in Bordertown
- Benjamin Grugno/Capitan Mutanda ne Le epiche avventure di Capitan Mutanda
- Mr. Primm in Helpsters
- Principe Sky in Winx Club
- Ragno in Marco e Star contro le forze del male
- Chip Wheerzel ne I Fantaeroi
- Bootsy Cardigat in Baby Boss - Di nuovo in affari
- Bertram ne I Griffin
- Akira Yuki in Virtua Fighter
- Carlos Santana in Che campioni Holly e Benji!!!
- Toma Inaba in Sakura Mail
- Yoshihiko Kenjō in Boys Be...
- Taro in Ranma ½
- Eugene in Zero in condotta
- Alan-a-Dale ne Il giovane Robin Hood
- Blue in Violence Jack
- Rodrigo ne La squadra del cuore
- Skull Boy in Ruby Gloom
- Mallen in Iron Man: Extremis
- Narratore in Mobile Suit Z Gundam
- Tsune in Terrestrial Defense Corp. Dai-Guard
- Ryuji Sugashita in DNA²
- Toya in Ayashi no Ceres
- Satoru Shirai in Full Metal Panic!
- Alamis in Cinderella Boy
- Kenji in Initial D
- Tsukasa in .hack//SIGN
- Yu Isami in Brain Powerd
- Rock in Black Lagoon
- Yukimi in Nabari
- Kewell Soresi in Code Geass: Lelouch of the Rebellion
- Holland Novak in Eureka Seven
- Nobuchika Ginoza in Psycho-Pass
- Signor Gatto e Dottor Orso in Peppa Pig
- Nut in Sissi, la giovane imperatrice
- Juzo Fujimaki in Garouden: The Way of the Lone Wolf
- Toby Horhorta, Bickslow (1^voce) in Fairy Tail
- Boss in 44 gatti
- Narratore in Prosciutto e uova verdi
- Steel Asewoone in Ricky Zoom
- Bentley Wittman in Il vostro amichevole Spider-Man di quartiere
- Fizz in Mr. Magoo
- George Tarleton / M.O.D.O.K. in M.O.D.O.K.
- Brigand in Secret Level
- Rigby in Leviathan

### Videogiochi
- Topolino in Topolino Prescolare[8], Topolino Asilo[9], Disneyland Adventures[10], Epic Mickey 2: L'avventura di Topolino e Oswald[11], Disney Infinity,[12], Disney Infinity 3.0[13],  Disney Illusion Island[14]
- Rhino in Bolt[15]
- Lepre Marzolina in Alice in Wonderland[16]
- Barry in Cars - Motori ruggenti[17]
- Thor in Disney Infinity 2.0 (2014)[18], Disney Infinity 3.0 (2015)[19]
- Deathstroke in DC Universe Online[20] (solo intro)

### Pubblicità
- Renault Twingo, Peugeot, Plasmon, Mulino Bianco, Barilla, Telecom, Gros, Apple Watch, Levis, Reanult Clio, Alfa Spider, Bastoncini Findus, Winner Algida, Telepass, Eni, Enel, Ferrovie dello Stato Italiane, Mercedes, Bauli, Mikado

## Direzione del doppiaggio
- 2011 Ip Man, Ip Man 2, The sniper, One Nite in Mongkok, A hero never die, Bullets Over Summer, Connected, The Beast Stalker, The Longest Nite, Fire of Conscience
- 2012 Project X - Una festa che spacca, Let It Shine, Happy Endings (stagione 2)
- 2013 Hansel e Gretel - cacciatori di streghe, Happy Endings (stagione 3)
- 2014 A prova di matrimonio
- 2015 Low Down, McFarland, USA, K.C. Agente Segreto (stagione 1)
- 2016 Grimsby - Attenti a quell'altro, K.C. Agente Segreto (stagione 2), Best Friends Whenever (stagione 1), LEGO Star Wars: The Freemaker Adventures (stagione 1)
- 2017 Scappa - Get Out, Il caso Jeffrey MacDonald, K.C. Agente Segreto (stagione 3), Best Friends Whenever (stagione 2)
- 2018 Harrow (stagione 1), LEGO Star Wars: The Freemaker Adventures (stagione 2)
- 2019 Noi, LEGO Star Wars: All-Stars, Harrow (stagione 2), Helpsters (stagione 1), NCIS - Los Angeles (stagione 10 - 10 episodi)
- 2020 Storie incredibili, Elena, diventerò presidente. (stagione 1), Harrow (stagione 3), Pianeta Assurdo, Helpsters Help you
- 2021 Reservation Dogs (stagione 1), Elena, diventerò presidente. (stagione 2), Awkwafina è Nora del Queens (stagione 1 - 5 episodi), Kitz, Big Shot - Cambio di direzione (stagione 1), Drôle, The Big Leap (stagione 1), Helpsters (stagione 2)
- 2022 Day Shift - A caccia di vampiri,  End of the road, L’ultimo bus del mondo, Reservation Dogs (stagione 2), Big Shot - Cambio di direzione (stagione 2), Big Tree City (stagione 1-2)
- 2023 Asterix e Obelix - Il regno di mezzo, Maurice, un topolino al museo, Medellin, BDE, Helpsters (stagione 3)

## Discografia[1]
- 1994 - Ensemble Micrologus, Landini e i suoi contemporanei, Opus 111
- 1995 - Ensemble Micrologus, In festa, Micrologus edizioni musicali
- 1995 - Ensemble Micrologus, D'amor cantando, Opus 111
- 1996 - Ensemble Micrologus, Llibre Vermell De Montserrat, Micrologus edizioni musicali
- 1997 - Ensemble Micrologus, O Yesu Dolce, Opus 111
- 1997 - Ensemble Micrologus, Laude Celestiniane della tradizione medioevale aquilana, Fonit Cetra
- 1997 - La Piazza, Millandè, Robi Droli
- 1997 - Ensemble Chominciamento di Gioia, Peccatori e santi, Avvenimenti
- 1998 - Ensemble Micrologus, Madre de Deus, Opus 111
- 1998 - Giovanna Marini, Musiche di scena, Nota
- 1999 - Ensemble Micrologus, Cantico della terra, Opus 111
- 2000 - Ensemble Calixtinus, Nicolaus, Tactus
- 2000 - Ensemble Micrologus, Laudario di Cortona, Micrologus edizioni musicali
- 2000 - Ensemble Micrologus, Laudario Di Cortona (vers. integrale), Micrologus edizioni musicali
- 2001 - Ensemble Micrologus, Napoli Aragonese, Opus 111
- 2001 Ale Brider, Chi ha incontrato la fata Padurii
- 2002 - Ensemble Micrologus, Llibre Vermell de Montserrat, Discant
- 2002 - Michel Godard, Castel del Monte II, Enja
- 2002 - Synaulia La musica dell'antica Roma vol. 2, Amiata Records
- 2005 - Ensemble Micrologus, Fior di dolceça, Zig Zag Territores
- 2008 - Ensemble Micrologus,  Un fior Gentile, Micrologus edizioni musicali
- 2013 - Quarta Dimensione, Volo Lontano
- 2013 - Quarta Dimensione, Quasi Sera

## Riconoscimenti

### Doppiaggio
- 2018 Premio Speciale Mickey 90 – Voce Ufficiale di Topolino, Walt Disney Company[2]
- 2018 Gran Premio Internazionale del Doppiaggio come Miglior doppiatore serie Tv ne La casa di carta nel ruolo di Andres De Fonollosa (Berlino)[21]
- 2018 Anello d'Oro alla Miglior voce maschile 2018 nella categoria TV per il ruolo di Berlino ne La casa di carta, Festival del doppiaggio Voci nell'Ombra[3][4]
- 2018 IIC Los Angeles Creativity Award come Ambasciatore della lingua italiana nel mondo, Istituto Italiano di Cultura di Los Angeles[22]
- 2018 Voce d'O alla Miglior Voce Cartoon 2018[23]
- 2017 Candidatura all'Anello d'Oro come Miglior voce maschile 2017 categoria TV Festival del doppiaggio Voci nell'Ombra[24]
- 2024 La Musa d'Oro come Miglior voce maschile serie TV nel ruolo di Boyd Stevens (Harold Perrineau) in From[25]